# Siège de Sloviansk
Guerre du Donbass
Batailles
- Euromaïdan
- Révolution de la Dignité
- Manifestations anti-Maïdan

Annexion de la Crimée
- Invasion russe de la Crimée
- Prise du Parlement de Crimée
- Prise de la base navale sud
- Incident de Simféropol (en)
- Occupation russe de la Crimée

Troubles pro-russes
- Odessa
- Troubles pro-russes à Kharkiv (uk)
- Troubles pro-russes à Louhansk (uk)
- Bataille de la rue Rymarska (uk)
- Proclamation de la république de Crimée
- Prise de Donetsk (uk)
- Proclamation de la RP de Donetsk
- Proclamation de la RP d'Odessa (hu)
- Proclamation de la RP de Lougansk
- Affrontements à Odessa du 2 mai (uk)
- Incendie de la Maison des syndicats d'Odessa

Guerre du Donbass
- Sloviansk
- Marioupol
- 1re Donetsk
- Louhansk
- Il-76
- Saour-Mogyla
- Vol Malaysia Airlines 17
- 2e Donetsk
- Loutouhyne
- Ilovaïsk
- 3e Donetsk
- 32e barrage
- Volnovakha
- Debaltseve
- Marïnka
- Avdiïvka

Le siège de Sloviansk est un siège qui a eu lieu du 12 avril au 5 juillet 2014 à Sloviansk (en ukrainien Слов'я́нськ), ville située dans l'est de l'Ukraine, ainsi que dans ses environs, jusqu'à Kramatorsk.

## Historique
Le 12 avril 2014, des hommes masqués en tenue militaire protégés par des gilets pare-balles et armés de fusils d'assaut Kalachnikov s'emparent du bâtiment de l'exécutif régional, des bureaux des services de police et du siège local du service de sécurité d'Ukraine situés en centre-ville. Le drapeau russe est hissé sur les façades. La maire de la ville, Nelia Chtepa (en) déclare « Tout Sloviansk est sorti dans les rues de la ville soutenir les activistes. Ces gens sont venus chez nous pacifiquement, sans agressivité à notre égard ». Cependant, elle ajoute plus tard que des armes prises à la police ont été distribuées aux rebelles. Selon le Ministère de l'Intérieur ukrainien, des militants de la milice populaire de Donetsk (qui appuiera un mois plus tard le référendum instituant une république séparatiste) ont tiré au hasard sur la façade du bâtiment de l'administration.
Le lendemain, le 13 avril, le Ministère de l'Intérieur décide d'une opération « antiterroriste » contre les rebelles. Des membres des commandos spéciaux « Alpha » sont impliqués dans l'opération. Un premier assaut est mené dans le village de Semionovka à quelques kilomètres de la ville, où l'officier du commando « Alpha », Guennadi Bilitchenko, est tué. Le 14 avril, les insurgés prennent le petit aérodrome qui sert aux aéroclubs locaux, afin d'empêcher en vain des hélicoptères d'y atterrir. Quatre insurgés trouvent la mort[réf. souhaitée].

### Le premier assaut
Le 17 avril 2014, un groupe de dix insurgés s'empare de la tour de télévision sur le mont Karatchoun et transmet des chaines de télévisions russes. Pendant ce temps, des parachutistes ukrainiens de l'ouest atterrissent à Sergueïevka. La tour de télévision est reprise le 18 avril pour couper la retransmission des chaînes russes, puis reprise à nouveau par les opposants[réf. nécessaire].
Des tirs sont entendus au terrain d'aviation de Kramatorsk, alors que l'armée ukrainienne a été déployée dans cette région. Des rapports non confirmés font état de quatre prorusses tués et de deux autres blessés, tandis que d'autres sources affirment que dix personnes ont été tuées. Deux soldats ukrainiens auraient été capturés par des hommes armés à Louhansk. Selon La Voix de la Russie, les équipages de six blindés ukrainiens (de la 25e brigade aéroportée) font défection et rejoignent le camp pro-russe, tandis que le ministère de la Défense ukrainien affirme que ceux-ci ont été capturés par les insurgés. Le petit aérodrome de Kramatorsk est entre-temps repris par l'armée ukrainienne. La 25e brigade aéroportée ukrainienne sera en partie dissoute après avoir fait part de son refus de « combattre d'autres Ukrainiens »,.
Le 18 avril, la brigade blindée ukrainienne de Jytomyr reprend deux des véhicules blindés ayant fait défection près de Kramatorsk, blessant un insurgé pro-russe. Les quatre autres BMD restants retournent à l'armée ukrainienne après des négociations fructueuses avec les séparatistes. Le 19 avril, les opérations militaires sont suspendues après qu'un appel à une trêve temporaire de Pâques a été prononcé par le gouvernement ukrainien en promettant de mettre fin à toute opération militaire à l'Est, mais le 20 avril, une fusillade fait au moins un mort et trois blessés à Sloviansk.

### Le deuxième assaut
Le deuxième assaut a lieu le 24 avril 2014 autour du village de Khrestichtchi, les hommes des forces gouvernementales parviennent à démolir trois points de passage qui avaient été érigés par les rebelles sur la route Sloviansk-Sviatohirsk. Ces derniers comptent des morts et plusieurs blessés. D'autres rebelles de Lyman viennent prêter main-forte aux insurgés de Sloviansk. Les forces gouvernementales quittent les lieux vers midi. C'est alors que l'armée russe commence des exercices de l'autre côté de la frontière à la vue des garde-frontières, provoquant de vives critiques du côté des Occidentaux. L'armée ukrainienne cesse ses opérations. L'agence ukrainienne Цензор.нет déclare que n'avaient pris part aux opérations du côté gouvernemental contre la ville que des hommes des commandos spéciaux « Oméga », une compagnie de la garde nationale ukrainienne, mais pas les commandos « Alpha » du service de sécurité d'Ukraine.

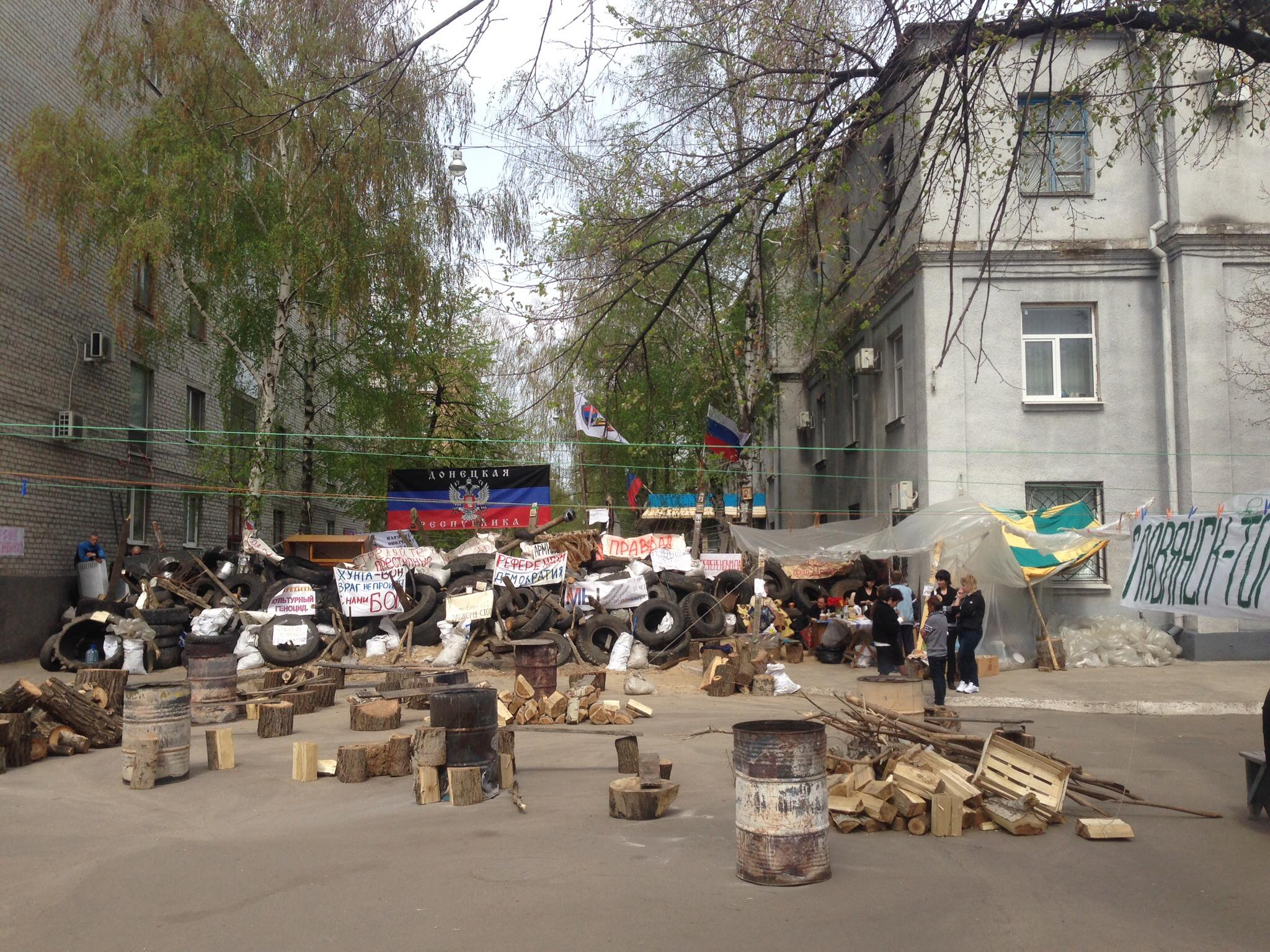
Vue d'une barricade dans la ville le 18 avril 2014.

De son côté, le service de sécurité d'Ukraine déclare que deux hommes du colonel Strelkov ont été capturés, le citoyen « P » et le citoyen « S ». Le premier est accusé d'avoir d'avoir organisé la prise des bâtiments de l'administration de Bakhmout et de Sloviansk et le second d'être un technicien spécialiste de la communication chiffrée avec son centre de commandement et de posséder des informations importantes prorusses.
Une contre-attaque rebelle a lieu le 25 avril contre l'aérodrome de Kramatorsk qui détruit un hélicoptère VVS et un avion Antonov An-2 des forces gouvernementales, blessant un membre de l'équipage. Les forces gouvernementales abandonnent alors l'idée d'un assaut contre la ville et organisent un blocus, afin de démoraliser l'adversaire et de l'empêcher de recevoir des renforts[réf. nécessaire].

### Le troisième assaut
Le 2 mai à 5 heures du matin, des hommes de la garde nationale ukrainienne (formée de volontaires de l'Ouest de l'Ukraine) soutenus par des engins blindés et des hélicoptères attaquent un poste de blocage aux abords de Sloviansk. Celui de Bylbassivka est aussitôt pris, et peu après la tour de télévision du mont Karatchoun. Les émissions de télévision sont interrompues. Cette opération est directement ordonnée par le chef du SBU (Service de sécurité d'Ukraine), Valentyn Nalyvaïtchenko, et largement diffusée et commentée par les médias ukrainiens. Certains font aussi état de confrontations près de la gare. Plus tard, dix autres postes de blocage aux abords de la ville sont neutralisés, obligeant les rebelles à se recentrer en ville dont les principaux accès se couvrent aussitôt de barricades. Les médias ukrainiens divulguent l'information que deux hélicoptères Mil Mi-24 ont été détruits par les insurgés avec des missiles sol-air, ainsi qu'un hélicoptère Mi-8, provoquant la mort de cinq soldats. Du côté des insurgés, il y a un mort et plus d'une dizaine de blessés[réf. nécessaire].
Le Ministère de l'Intérieur déclare alors que les insurgés qui n'ont pas commis d'actes criminels seront amnistiés si la ville se rend dans l'ordre, si les armes sont rendues et si les otages sont libérés (y compris l'ancienne maire Nelia Chtepa), mais dans la nuit du 3 mai l'assaut reprend de l'ampleur. Cette fois-ci, l'affrontement a lieu dans la direction de Kramatorsk au village de Iasnogorka, où une foule non armée est bloquée par des engins blindés, ainsi qu'au village d'Andreïevka. L'action, du côté gouvernemental, est menée par la 95e brigade d'assaut aérien : le résultat est de deux morts du côté gouvernemental et de dix morts du côté des insurgés. Le 4 mai au matin, les rebelles déclarent avoir repris le centre de Kramatorsk, mais pas certains postes de blocage[réf. souhaitée].
L'ancienne maire Nelia Chtepa apparaît appelant à voter pour les élections référendaires du 11 mai qui posent la question de l'indépendance ou non au sein de la république populaire de Donetsk. Ce référendum est jugé anti-constitutionnel par les autorités de Kyïv et illégal par les États-Unis et l'Union européenne. Vladimir Poutine avait déclaré que ce référendum devait être repoussé, il se contente d'en enregistrer le fait. Le lendemain du référendum, le colonel Strelkov annonce qu'il prend le commandement des forces d'autodéfense de Sloviansk et de cette nouvelle « république » et demande à la Russie de prendre des « mesures adéquates au vu de la situation pour défendre la population de la RPD » et que les groupes d'extrême-droite du type Secteur droit, bataillon Liachko, bataillon Donbass, etc. seront anéantis en cas d'agression armée. Le 17 mai, le procureur général d'Ukraine inscrit cette entité séparatiste à la liste des « organisations terroristes »[réf. souhaitée].
Le lendemain, la responsable de la communication de la mairie de Sloviansk, Stella Khorocheva, prononce un ultimatum pour le retrait des forces gouvernementales. Le 16 mai, après la fin de l'ultimatum, les insurgés attaquent une base de soldats gouvernementaux à Izioum et bloquent l'aérodrome de Kramatorsk. Le 18 mai 2014, les forces gouvernementales répondent par une attaque sur l'axe Sloviansk-Kramatorsk avec des tirs d'artillerie lourde. Elles parviennent dans les rues de Kramatorsk avec des combats de rue, mais une colonne de six engins blindés ne peut avancer au-delà du pont, près de l'usine Energomachspetsstal (Энергомашспецсталь) et se retirent au mont Karatchoun. Au matin du 19 mai, les milices de la RPD reprennent deux postes de blocage.
Dans la nuit du 25 mai 2014, un journaliste italien, Andrea Rocchelli et son traducteur russe Andreï Mironov sont tués, leur photographe de nationalité française, William Roguelon, est blessé. Les insurgés accusent les forces gouvernementales de les avoir atteints par un tir de mortier, lorsque leur voiture approchait un poste d'insurgés, mais le Ministre de l'intérieur ukrainien dénie toute responsabilité.
Le 29 mai, les milices de la RPD abattent par SATCP un hélicoptère Mi-8 au-dessus du village de Tchernovy Molotchar, tuant l'équipage de quatorze hommes, dont le général Serhiy Koultchytsky. Le même jour, elles attaquent une colonne en provenance de la base d'Izioum, près du village de Dolino.

### Le quatrième assaut
Le Ministère de l'intérieur et l'état-major ukrainien annoncent le 3 juin 2014 un assaut d'ampleur contre Sloviansk. Arsen Avakov déclare que des postes de blocage insurgés ont été anéantis autour de Semionovka. Des combats se déroulent aux alentours de Tsaritsyno. Les forces gouvernementales s'emparent de Lyman, tandis que les insurgés sont pourchassés et arrêtés.  
La ville est quotidiennement bombardée par l'armée ukrainienne, ce qui provoque des morts dans la population civile. L'eau, l’électricité et le téléphone y sont largement coupés.  
Le maire Viatcheslav Ponomarev admet dans une déclaration que les milices de la RPD perdent le contrôle de Sloviansk. Le 10 juin, il est arrêté par le colonel Strelkov pour avoir détourné des fonds, officiellement pour « s'être engagé dans des activités incompatibles avec les buts et les tâches de l'administration civile. ».

### La fin du siège
Le 5 juillet 2014, les combattants rebelles ainsi que leur chef Igor Strelkov quittent la ville, mettant ainsi fin au siège. Le maire nommé par les rebelles, Vladimir Pavlenko (ru), a confirmé à l'Agence France-Presse (AFP) la fuite des insurgés indépendantistes. La ville de Kramatorsk est reprise le même jour par l'armée ukrainienne.
La veille, le 4 juillet 2014, Igor Strelkov avait adressé à Moscou un appel à l'aide indiquant que sans réaction de sa part, soit par une intervention armée directe, soit en imposant une trêve, la ville tomberait aux mains des forces ukrainiennes.
Le 7 juillet 2014, les forces ukrainiennes reprennent Kypoutche et Droujkivka et le 10 juillet Siversk. Le 12 juillet, l'armée ukrainienne est aux portes de Donetsk.
À la fin du siège, la chaîne de télévision publique russe Pervi Kanal diffuse un reportage affirmant que l'armée ukrainienne aurait crucifié un enfant de 3 ans sur la place publique à Sloviansk. L'affaire s'avèrera être une fausse information montée de toutes pièces.

## Les otages et enlèvements
Un certain nombre de personnes ont été enlevées pendant le conflit, certains en tant qu'otages.
À la date du 2 mai 2014, le Kyiv Post a rapporté que 31 personnes étaient toujours portées disparues ou étaient otages dans l'oblast de Donetsk.
À la prise du bâtiment du SBU, les services de sécurité ukrainiens lancent l'information que les caves du bâtiment étaient transformées en cellules,.

### Liste des enlèvements signalés

#### Agents publics
- Volodymyr (Vladimir) Rybak – conseiller municipal de Horlivka (retrouvé assassiné)[43]
- Vadym Soukhono – conseiller municipal de Sloviansk[43],[44]
- Nelya Chtepa – maire de Sloviansk (libérée)[43], puis incarcérée par la justice ukrainienne[45]
- Yakymov – chef du service de médecine légale de Sloviansk (libéré)[43]

#### Observateurs internationaux
- Les observateurs militaires internationaux Axel Schneider (colonel allemand), Josef Prerovsky (lieutenant colonel tchèque), John Gerhard Østergaard Christensen (adjudant danois), Krzysztof Kobielski (soldat polonais) ainsi que deux soldats allemands ont également été pris en otage mais ont tous été libérés[46].
- Le soldat suédois Yngve Thomas Johansson a été libéré pour des raisons médicales[46],[47].

#### Journalistes
- Irma Krat, une journaliste et militante célèbre de Maïdan, avait été capturée à la mi-avril par les séparatistes tandis qu'elle tournait un direct pour la chaîne ukrainienne 112. Elle est libérée à la fin du siège[41].